# Teke
Teke je hořkoslané jezero v Severokazachstánské oblasti v Kazachstánu. Má rozlohu 265 km² (je proměnlivá v průběhu roku). Průměrnou hloubku má 0,5 m a maximální hloubku 1 m.

## Pobřeží
Pobřeží je prudké a strmé, místy členité. Jsou u něj nevelké ostrovy. Je obemknuto širokým pásem slanisek.

## Vodní režim
Zdroj vody je sněhový a zčásti podzemní. Periodicky vsázka soli.